# It's Time (álbum de Bonnie Bramlett)
It's Time es el segundo álbum de estudio en solitario de la cantautora estadounidense Bonnie Bramlett, conocida por actuar con su entonces esposo, Delaney Bramlett, como Delaney & Bonnie. Fue publicado en enero de 1975 por Capricorn Records.

## Antecedentes

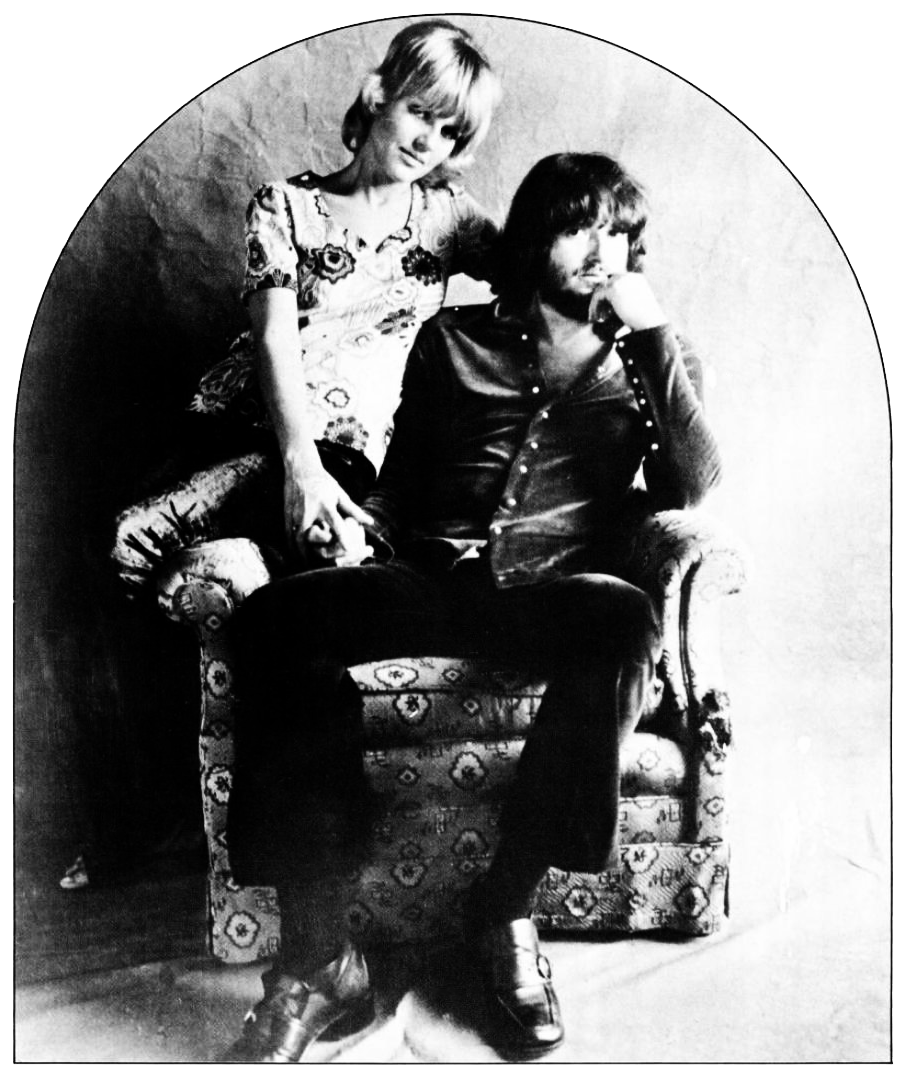
Delaney y Bonnie en 1970, durante la realización del álbum To Bonnie from Delaney.

Bonnie se inspiró en Tina Turner para seguir una carrera como cantante. En su adolescencia, vio a Ike & Tina Turner actuar en un club en el cercano East St. Louis. Bonnie se convirtió en la primera Ikette blanca en la Ike & Tina Turner Revue. Reemplazó a la Ikette Jessie Smith, que había renunciado brevemente después de que su novio, Sam Rhodes, un bajista de the Kings of Rhythm, fuera despedido. En 1967, conoció al músico Delaney Bramlett, mientras actuaba en la inauguración de una bolera con  the Shindogs, la banda del programa de televisión Shindig!. Se casaron una semana después. El dúo firmó con Stax Records y se hizo conocido como Delaney & Bonnie.
Pronto realizaron una gira por Europa con el guitarrista británico Eric Clapton. Con frecuentes actuaciones de otros músicos destacados como Duane Allman, George Harrison y Dave Mason, el grupo se hizo conocido como Delaney & Bonnie & Friends. Entre 1970 y 1972, el dúo tuvo siete canciones en el Billboard Hot 100, incluido su sencillo más conocido «Never Ending Song of Love», que alcanzó el puesto número 13 y una versión de «Only You Know and I Know» de Dave Mason, que alcanzó el puesto número 20. Su último álbum juntos, D&B Together de 1972, alcanzó el puesto 133 en el Billboard Top LP's & Tape. Bonnie se separó de Delaney, tanto musical como matrimonialmente, en 1972. Bonnie Bramlett continuó su carrera como una artista discográfica solista.

## Grabación y contenido
Las sesiones de grabación del álbum tuvieron lugar en Capricorn Sound, un estudio ubicado en Macon, Georgia. El álbum fue producido y mezclado por Johnny Sandlin en Westlake Audio, un estudio ubicado en Los Ángeles, California. Una vez completas las sesiones de grabación, el álbum se masterizó en Artisan Sound Recorders, en Los Ángeles. It's Time contenía diez canciones. Aunque Delaney coescribió la canción de apertura, «Your Kind Of Kindness», junto con Bonnie y Jerry Allison, no aparece en It's Time. También incluye una versión del éxito de Jackie Wilson «Higher & Higher» se aleja. Los músicos de sesión incluye a los integrantes de the Allman Brothers Band Gregg Allman, Butch Trucks, y Chuck Leavell.

## Recepción de la crítica
AllMusic le dio a It's Time tres estrellas y media de cinco. El crítico Joe Viglione lo consideró “el álbum artístico que Janis Joplin quería hacer, libre de las limitaciones de la mentalidad del top 40”. Billboard calificó el álbum como “un set mucho más blues de lo que los fanáticos están acostumbrados, pero funciona”. La revista añadió que si bien la mayoría de las veces suena bastante auténtico, “varias veces el acento y la fraseología parecen demasiado forzados”. Cash Box consideró que Bramlett “ofrece una de las mejores secuencias de actuaciones que jamás hayamos escuchado”.

## Lista de canciones
| Lado uno |                         |                                                |          |  |
| N.º      | Título                  | Escritor(es)                                   | Duración |  |
| 1.       | «Your Kind of Kindness» | Bonnie Bramlett Delaney Bramlett Jerry Allison | 3:50     |  |
| 2.       | «Atlanta, Georgia»      | B. Bramlett Patsy Camp                         | 2:49     |  |
| 3.       | «It's Time»             | Scott Boyer                                    | 5:11     |  |
| 4.       | «Cover Me»              | Eddie Hinton Marlin Greene                     | 4:05     |  |
| 5.       | «Higher & Higher»       | Carl Smith Gary Jackson Raymond Miner          | 2:20     |  |

| Lado dos |                                                     |                                                     |          |  |
| N.º      | Título                                              | Escritor(es)                                        | Duración |  |
| 1.       | «Where You Come From»                               | Hinton Jim Coleman                                  | 2:47     |  |
| 2.       | «Cowboys and Indians»                               | Bobby Charles Ben Keith                             | 4:15     |  |
| 3.       | «(Your Love Has Brought Me from A) Mighty Long Way» | Jackie Avery Earl Simms Carl McWilliams Scott Boyer | 3:02     |  |
| 4.       | «Since I Met You Baby»                              | Ivory Joe Hunter                                    | 3:03     |  |
| 5.       | «Oncoming Traffic»                                  | Gregory Lenoir Allman Janice B. Allman              | 7:14     |  |

## Posicionamiento
| Gráfica (1975)                            | Pico de posición |
| ----------------------------------------- | ---------------- |
| Estados Unidos (Billboard Top LPs & Tape) | 168              |